# Universidad Europea de Chipre
La European University Cyprus (o European University – Cyprus) es un establecimiento universitario privado con ánimo de lucro basado en Nicosia (capital de Chipre). Se fundó en 1967 bajo el nombre de Cyprus College (Colegio de Chipre).
En 2007 obtuvo el derecho de llamarse «universidad».
La Universidad Europea de Chipre ofrece cursos de grado (licenciaturas) y de posgrado en Economía y gestiones, en Informática y también en ciencias sociales.
Tiene 3500 estudiantes.